# Erastroides fausta
Erastroides fausta là một loài bướm đêm trong họ Noctuidae.